# L'Agatha i la veritat del crim
L'Agatha i la veritat del crim és una pel·lícula de drama alternatiu d'història britànica del 2018 sobre l'escriptora de novel·les detectivesques Agatha Christie que es va embolicar en un cas d'assassinat a la vida real durant la seva desaparició d'onze dies al 1926. Escrita per Tom Dalton, representa a Christie que investiga l'assassinat de la padrina de Florence Nightingale (Florence Nightingale Shore) i la seva influència en aquest cas en la seva posterior escriptura. La pel·lícula es va estrenar a Channel 5 de Regne Unit el 23 de desembre de 2018; convertint-se en el programa més popular de la temporada de vacances i en el segon programa de ficció més ben valorat de l'any. S'ha doblat al català central i al valencià.
La trama utilitza elements de novel·les clàssiques de detectius i també conté referències a les novel·les de Christie, com ara The Man in the Brown Suit, el títol del qual apareix com a titular en un retall de diari. L'assassinat de Florence Nightingale Shore, i el personatge de Mabel Rogers, es basen en persones i esdeveniments reals.

## Argument
Al 1926 una jove Agatha Christie decideix desaparèixer quan passa un dels moments personals i professionals més delicats de la seva vida. La famosa escriptora no troba la inspiració i la seva vida personal s'ensorra quan descobreix que el seu marit l'enganya amb una noia de 24 anys. En plena crisi existencial, una desconeguda es presenta a casa seva i li demana que l'ajudi a resoldre l'assassinat de la seva amiga Florence Nightingale. La cèlebre autora es fa passar per una representant legal i reuneix tots els sospitosos de l'homicidi en una mansió amb l'esquer de cobrar l'herència de la difunta.

## Personatges
- Dean Andrews com a Wade Miller
- Ruth Bradley com a Agatha Christie
- Bebe Cave com a Daphne Miller
- Amelia Rose Dell com a Rosalind (Amelia Rose Dell)
- Richard Doubleday com a Postmaster Wilson
- Derek Halligan com a Mr Todd
- Blake Harrison com a Travis Pickford
- Pippa Haywood com a Mabel Rogers
- Stacha Hicks com a Florence Nightingale Shore
- Ralph Ineson com a Detective Inspector Dicks
- Brian McCardie com a Sir Hugh Persimmion
- Michael McElhatton com a Sir Arthur Conan Doyle
- Tim McInnerny com a Randolph
- Clare McMahon com a Carlo, Christie's secretary.
- Liam McMahon com a Archibald Christie
- Seamus O'Hara com a PC Spencer
- Luke Pierre com a Zaki Hanachi
- Joshua Silver com a Franklin Rose
- Samantha Spiro com a Pamela Rose[7]